# Sprachalarmanlage
Eine Sprachalarmanlage (SAA) dient im Brandfall zur Sprachalarmierung mit Durchsagen über Lautsprecher. Sie dient bei anstehendem Brandalarm zur akustischen Information mittels Sprache und Notfall-Tonsignalen, übertragen wird dazu eine objektspezifische Brandfalldurchsage (BFD).

## Einsatzgebiet
Eine Sprachalarmanlage kann in Gebäuden für Notfallsituationen eingesetzt werden, um Personen zu veranlassen, einen Bereich schnell und geordnet zu räumen. Der Haupteinsatzzweck ist die Sprachalarmierung im Brandfall durch Übertragung von Notfall-Sprachdurchsagen, vor allem der sogenannten Brandfalldurchsage (BFD).
Eine Sprachalarmierung durch die Sprachalarmanlage kann entweder manuell oder automatisch durch eine Brandmeldeanlage ausgelöst werden.
Wird ein Brand durch eine entsprechende Sensorik detektiert und über eine Brandmeldeanlage gemeldet, können mithilfe einer Sprachalarmanlage gezielte Informationen, wie zum Beispiel Verhaltensanweisungen, durch Sprache an die betroffenen Personen oder Gruppen weitergegeben werden, um somit die Wahrnehmungszeit zu verkürzen und eine geordnete Evakuierung zu gewährleisten.
Eine Sprachalarmanlage dient nicht zur Detektion von Alarmbedingungen oder zur Meldung eines Alarms, denn diese Aufgaben leisten die Brandmeldeanlagen (BMA). Eine Sprachalarmanlage wird aber immer in Kopplung mit einer solchen Brandmeldeanlage betrieben.

## Vorteile
- Reduzierung der Reaktionszeit betroffener Personen durch klare Information über die erforderliche Evakuierung
- Durchsage eindeutiger Anweisung der nächsten Handlungsschritte mit Möglichkeit für zielgerichtete, auch objektspezifische Verhaltens- und Räumungsanweisungen
- Reduzierung der resultierenden Evakuierungszeiten
- Brandfalldurchsagen können mehrsprachig erfolgen
- Fehl- bzw. Falschalarme können gezielt widerrufen werden, um den Normalzustand wiederherzustellen

Akustische Signalgeber wie Hupen oder Sirenen, die vor der Existenz von Sprachalarmanlagen ausschließlich verwendet wurden, erzeugen zwar Aufmerksamkeit, können aber keine gezielten Informationen weitergeben. Daher kann es passieren, dass sie nicht beachtet oder falsch gedeutet werden. Sprachliche Informationen sind anderen Informationen in Notfällen überlegen, denn Sprache ist eines der mächtigsten Kommunikationsmittel. Mit Hilfe von Sprache können im Brandfall alle notwendigen Informationen an die Betroffenen übertragen werden, um eine schnellstmögliche Selbstrettung zu erreichen.

## Normen
Ist eine Sprachalarmanlage vorgesehen, unterliegt sie ähnlichen sicherheitstechnischen Anforderungen wie eine Brandmeldeanlage.
Folgende europäische Normen betreffen Komponenten für Sprachalarmanlagen:
- EN 54-16 als Produktnorm für Sprachalarmzentralen
- EN 54-24 als Produktnorm für Lautsprecher

In Deutschland gelten folgende Normen für Sprachalarmanlagen:
- DIN VDE 0833-4 für das Planen, Errichten, Erweitern, Ändern und Betreiben von Sprachalarmanlagen (Neufassung DIN VDE 0833-4:2024-06 gültig ab Juni 2024).
- DIN 14675 für den fachgerechten Aufbau und Betrieb von Sprachalarmanlagen[2]

Als weiterführende Richtlinie sollte die VDI-Richtlinie VDI 4062-1 zur Evakuierung von Personen im Gefahrenfall hinzugezogen werden, in der Anforderungen an Sprachalarmanlagen inklusive von Hinweisen zur Optimierung von akustischen Alarmierungen und Durchsagen detailliert ausgeführt sind.

## Phasen gemäß DIN 14675
Die DIN 14675 unterscheidet die einzelnen Aufgabengebiete zum Aufbau und Betrieb einer Sprachalarmanlage in Phasen. Die Fachfirma für Sprachalarmanlagen (Ingenieurbüro/Fachplaner oder Facherrichter), die sich nach DIN 14675 zertifizieren möchte, muss entscheiden, nach welchen Phasen eine Zertifizierung angestrebt werden soll. In den technischen Anschlussbedingungen wird häufig eine Zertifizierung vom Planer und Errichter gefordert.
| Phase 1 | Phasenname       |
| ------- | ---------------- |
| 06.1    | Planung          |
| 06.2    | Projektierung    |
| 07      | Montage          |
| 08      | Inbetriebsetzung |
| 09      | Abnahme          |
| 11      | Instandhaltung   |

Als Facherrichter wird meistens eine Zertifizierung nach allen Phasen angestrebt, als Fachplaner ist nur eine Zertifizierung nach den Phasen 6.1 und 6.2 sinnvoll. Um als Planer die herstellerneutrale Planung (Erstellung der Ausschreibung) sowie die Baubegleitung und die Planung im Bestand (z. B. bei Großkunden die Erweiterung oder der Umbau) als nicht herstellerneutrale Planung anbieten zu können, ist eine Zertifizierung gemäß DIN 14675 nach den Phasen 6.1 und 6.2 zwingend erforderlich.

## Die Brandfalldurchsage (BFD) – Anforderungen an Inhalt und Sprachqualität
Brandfalldurchsagen (BFD) für Sprachalarmanlagen müssen kurz, klar und verständlich sein. Daher sind sowohl Sprachverständlichkeit als auch inhaltliche Gestaltung der Durchsage eine komplexe Anforderung an eine SAA. Im Brandfall benötigen Menschen klare Informationen und konkrete Handlungsanweisungen. Inhaltlich richtige Informationen bei Brandfalldurchsagen sind entscheidend für das darauf folgende Verhalten der Betroffenen. Je besser die Informationen und Anweisungen, desto besser ist entsprechend auch das Verhalten der Personen.
Konrekt darf nach neuer Auffassung aus dem Jahr 2024 der DIN VDE 0833-4 bei der BFD nicht mehr, wie früher üblich von einer technischen Störung die Rede sein, sondern konkret über den Brandfall aufgeklärt werden.
Dies geht vor allem auf Studien zum Verhalten von Menschen in Evakuierungssituationen zurück, in denen belegt wurde, dass Menschen klare Anweisungen brauchen, um in Notfallsituationen richtig und ohne Panik reagieren können.
Auch müssen mehrsprachige Durchsagen berücksichtigt werden.
Beim heutigen Baustil (z. B. Glas, Stahl, Beton, glatten Flächen) liegen sehr häufig ungünstige raumakustische Rahmenbedingungen vor, die die Durchsagenverständlichkeit beeinträchtigen können. Es ist erforderlich, diese akustischen Parameter zu kennen - sie können durch geeignete Messungen oder durch akustische Simulationen ermittelt werden. Folgende Parameter sind zu berücksichtigen:
- Störgeräuschpegel im Alarmierungsfall (z. B. Menschenmenge, Maschinenlärm)
- Direktschallpegel des Sprachsignals, der durch die SAA selbst erzeugt werden kann
- Nachhallpegel im Alarmierungsbereich (Nachhallzeit, abhängig von Raumvolumen und Schallabsorptionsfläche)
- Übertragungseigenschaften der Lautsprecheranlage (Lautstärkepegel, Amplitudenfrequenzgang)
- erzielbarer Sprachübertragungsindex (Speech Transmission Index, STI) im Beschallungsbereich.

Brandfalldurchsagen müssen im Sprechtempo und der Artikulation an die raumakustischen Bedingungen angepasst werden – sind diese ungünstig, so ist eine andere Sprechweise als bei günstigen Akustikbedingungen zu wählen, um dennoch eine Verständlichkeit zu gewährleisten.
Der Sprechausdruck muss zudem der Gefahrenlage, der Dringlichkeit und der erwarteten Situation der angesprochenen Personen gerecht werden.
In der Norm DIN VDE 0833-4 konkretisiert ein neuer Unterabschnitt (6.3.5) seit Juni 2024 jetzt auch normativ die Anforderungen an die Brandfalldurchsage.